# 스타워즈의 날

스타 워즈의 날

스타 워즈의 날(영어: Star Wars Day)은 조지 루커스에 의해 창조된 《스타 워즈》시리즈를 기념하는 날이다. 2011년 만들어졌으며, 매년 5월 4일에 해당한다. 'May the force be with you'가 'May the 4th be with you'와 유사하게 들리는 것에서 유래되었다.

## 같이 보기
- 싱코 데 마요